# Мир (телестанция)
Телестанция «Мир» — первый новосибирский частный телеканал. Вещал на 10-м телевизионном канале. До 30 декабря 2021 года бо́льшую часть эфирного времени занимала ретрансляция программ телеканала СТС.

## История
Одним из основателей телестанции «Мир» был Борис Якушев, который в начале 1990-х годов арендовал бесхозное здание на Горской рядом с передатчиком (бывшей «заглушкой КГБ»). Для организации собственного канала он совместно с единомышленниками восстановил помещение и организовал техническую базу для вещания. В 1992 году Якушев занял пост технического директора телеканала.
Регулярное вещание телеканала началось 1 августа 1991 года. На первом этапе существования ТСМ транслировала исключительно мультипликационные и художественные фильмы. Единственным источником дохода в тот период была рекламная деятельность.
В первое время телеканалу приходилось решать технические задачи, такие как увеличение мощности передатчика со 100 Вт до 2,5 кВт, создание студийного павильона с оснащением его декорациями и видеокамерами, оборудование монтажных аппаратных и приобретение съёмочных машин.  Вместе с этим велась работа по созданию программ, также шёл поиск партнёров, первым из которых стал «Шестой канал Санкт-Петербург», а в 1995 году 10-й канал начал трансляцию телеканала «НТВ».
В числе первых собственных программ стала еженедельная информационно-развлекательная передача «Десять с половиной», в дальнейшем появились программа культурных новостей «Четвёртый Рим» и еженедельная программа городских новостей «Город», одновременно с которыми был создан проект деловых новостей «Бизнес-отдел», позднее преобразованный в «Деловой мир». В разные годы выходили передачи «Компот» (для детей), «Суперпремьера» (о кино), посвящённая театральной жизни «Площадь Станиславского», а также «Телеревю» (о телевидении).
В 1993 году была создана первая ежедневная программа «Прогноз погоды» с присутствием в кадре ведущей. Подобный проект был первым в Новосибирске, впоследствии такие программы были запущены и другими телеканалами города. «Прогноз погоды» вела Н. Клочкова, она же в течение года была ведущей передачи «Городской календарь». В этом же году начинает ежедневно выходить утренняя информационно-развлекательная передача «Вместе», которая со временем стала визитной карточкой телеканала. Согласно опросам читателей в газетах она за короткий срок вошла в число наиболее популярных, а ведущие стали известными в Новосибирске. С 28 ноября 1995 года был запущен и вечерний новостной выпуск с этим же названием, несмотря на выход в позднее время суток вечерняя программа «Вместе» сумела привлечь зрительскую аудиторию.
В 1995 году при ТСМ было создано радио «Мир».
В конце 1999 года в дневное время начал выходить короткий выпуск новостей, его ведущими в разное время были: Е. Н. Ерушина, М. А. Козырев, Т. В. Бродская и Ю. В. Будкин, один из основателей «Вместе» и шеф-редактор ТСМ с 2002 года.
В 2000 году после смерти Б. И. Якушева генеральным директором ТСМ стал Я. Д. Таубес, который ранее уже занимал эту должность (1992—1998).
С 12 мая 2006 по 31 мая 2021 года существенная часть эфирного времени отводилось под трансляцию программ телесети СТС.
1 июня 2021 года, в 6:00 по местному времени канал начал собственное круглосуточное вещание в кабельных сетях, одновременно продолжая ретрансляцию СТС в аналоговом формате. Однако уже зимой этого года работа ТСМ была остановлена. 17 декабря была проведена последняя телевизионная съёмка.
До 31 декабря 2021 года «Мир» являлась телестанцией. Среди возможных причин отключения является продолжительный переход с аналогового на цифровое вещание. С 2021 по 2024 год базировался только корреспондентский пункт. С конца июня 2024 года начался демонтаж здания для постройки будущего жилого комплекса. 27 июня начался снос вышки, который закончился 1 июля.

## Акционеры
По данным «Контур.Фокуса» акциями ООО «Телевизионная станция "Мир"» владеют девять акционеров: АО «Сеть телевизионных станций» (АО «СТС») — 49 %, Яков Таубес — 16 %, по 8,5 % акций принадлежат Татьяне Кураповой, Геннадию Афанасьеву, Олегу Иванову и Галине Мясниковой, 1 % акций — у компании АО «СТС-Регион».

## Хронология названий телеканала
| Название канала | Дата                         |
| --------------- | ---------------------------- |
| ТСМ-10          | 1 августа 1991 — 11 мая 2006 |
| СТС-Мир         | 12 мая 2006 — 31 мая 2021    |
| 10 канал        | 1 июня — 31 декабря 2021     |

## Сетевые партнёры
- Собственное вещание (1 августа 1991 — 31 августа 1994; 1 июня — 31 декабря 2021)
- Шестой канал (Санкт-Петербург) (1 сентября 1994 — 2 апреля 1995)
- НТВ (3 апреля 1995 — 11 мая 2006)
- СТС (12 мая 2006 — 31 мая 2021)